# Martiniano di Milano
Martiniano (o Martino) (Milano, ... – Milano, 435) fu arcivescovo di Milano dal 423 fino alla sua morte.
È venerato come santo dalla Chiesa cattolica che lo ricorda il 29 dicembre.
Nelle fonti greche coeve è attestato con il nome di Martino, mentre nelle fonti latine del VI secolo e in quelle più tardive è noto con il nome di Martiniano.

## Biografia
Il vescovo milanese Martino è documentato storicamente tra gli anni 430 e 431 nella controversia che vide opporsi in Oriente i sostenitori della teologia di Cirillo di Alessandria e il partito antiocheno, che appoggiava il patriarca Nestorio di Costantinopoli.
Nel corso di questa controversia teologica, dopo ottobre/novembre 430, un anonimo vescovo di Milano, probabilmente lo stesso Martino, fu destinatario, assieme agli anonimi vescovi di Aquileia e di Ravenna, di una lettera scritta dagli antiocheni che denunciavano gli scritti di Cirillo che, a loro dire, erano impregnati di apollinarismo.
Prima di settembre/ottobre 431, e verosimilmente in risposta alla lettera del partito antiocheno, Martino scrisse una lettera, oggi perduta, a Giovanni di Antiochia e ai vescovi anticirilliani e contestualmente fece pervenire all'imperatore Teodosio II una copia del trattato di sant'Ambrogio dal titolo De incarnatione dominicae sacramento. Non è tuttavia possibile ricostruire la posizione teologica di Martino nella controversia nestoriana.
Martino è documentato nelle fonti greche in una terza occasione. Infatti nei negoziati che si svolsero dopo il concilio di Efeso a Calcedonia tra l'11 settembre e il 25 ottobre 431, Martino è menzionato da Giovanni di Antiochia e i rappresentanti del suo partito, desiderosi di conquistare alla loro causa il vescovo Rufo di Tessalonica, proprio per l'invio di questi due scritti che, secondo gli antiocheni, lasciano intravedere l'opposizione degli Italiani alla cristologia di Cirillo.
Magno Felice Ennodio dedica al vescovo milanese, noto con il nome di Martiniano, uno dei suoi Carmina, scritti prima del 521, nel quale il vescovo è qualificato come servitore di Dio e lodato per la sua prudenza e la sua semplicità. Dal carmen di Ennodio sembrerebbe che Martiniano sia stato eletto all'unanimità sulla sede milanese, malgrado la sua opposizione e la compresenza di un altro aspirante all'episcopato; la stessa composizione accenna al fatto che durante il suo episcopato, che fu di breve durata, fece costruire due chiese.
Secondo un antico Catalogus archiepiscoporum Mediolanensium, risalente all'epoca medievale, l'episcopato di Martiniano si colloca tra quelli di Marolo e di Glicerio. Il medesimo catalogus gli assegna 30 anni di governo e lo dice sepolto il 29 settembre nella basilica di Santo Stefano; la tradizione tuttavia gli assegna 12 anni di episcopato, dal 423 al 435.
Un'altra tradizione medievale, che non ha fondamenti storici, associa Martiniano all'aristocratica famiglia milanese degli Osio.
Celebrato il 2 gennaio, la sua ricorrenza è stata spostata al 29 dicembre con la riforma del martirologio romano nel 2004. Nel 1988 le sue reliquie sono state traslate nel Duomo di Milano e inumate sotto l'altare di Sant'Agata.